# Bruno Bauer
Bruno Bauer (Eisenberg, 1809. szeptember 6. – Berlin, 1882. április 13.) német filozófus, teológus és történész. Jelentős hatással volt Karl Marxra és Friedrich Engelsre.
Úttörő alakja volt a bibliakritika fejlődésének is, aki azt állította, hogy Márk evangéliuma az eredeti evangélium (Q (teológia)), hogy az Újszövetség sok görög-római elemet tartalmaz, és hogy egyes szövegek 2. századi hamisítványok.

## Életrajz
A Humboldt Egyetemen tanult Berlinben. Itt Hegel követője lett Philip Marheineke irányítása alatt. 
Georg Wilhelm Friedrich Hegel volt a mestere 1831-es haláláig. Egy filozófiai esszéjében Immanuel Kantot kritizálta, melyért akadémiai díjban részesült Hegeltől.
1834 márciusában doktorált, és Berlinben kezdett teológusként tanítani. A jobboldali hegelianizmus képviselőjeként megbízták Hegel vallásfilozófiájának szerkesztésével. 1838-ban kiadta Kritische Darstellung der Religion des Alten Testaments (2 kötet) című művét, amely azt mutatja, hogy abban az időben még hű volt a hegeli jobboldalhoz.
1839-ben a bonni teológiai karra helyezték át, miután támadást intézett kollégája és korábbi tanára, Hengstenberg ellen. 1842 tavaszáig Bonnban tanított, amikor az Újszövetségről szóló írásai miatt elbocsátották.
Az 1840-es évek elején – Ludwig Feuerbach mellett – ő lett a baloldali hegelianizmus vezető alakja.
1842 és 1849 között aktívan részt vett a politikai újságírásban és a felvilágosodás és a francia forradalom történeti kutatásában.
Az 1848 márciusi német forradalmi események és az 1848–1849-es vereségek után Poroszországban maradt, és folytatta a bibliakritikával és a politikai elemzéssel kapcsolatos munkái kiadását. Írt a kormány által támogatott Die Zeit újságnak, és európai ügyekről szóló cikkeket írt más újságoknak, például a Die Postnak, a Kleines Journalnak és a New York Daily Tribune-nak.
1865-ben egy kis farmot szerzett Rixdorfban, Berlin külvárosában, ahol aztán 1882 áprilisában meghalt.

## Nagyobb munkái
- Kritik der evangelischen Geschichte des Johannes (1840)
- Kritik der evangelischen Geschichte der Synoptiker, 2 vols. (1841)
- Die Posaune des jüngsten Gerichts über Hegel, den Atheisten und Antichristen (1841)
- Die gute Sache der Freiheit und meine eigene Angelegenheit (1842)
- Hegels Lehre von der Religion und Kunst von dem Standpunkte des Glaubens aus beurteilt (1842)
- Das Entdeckte Christentum (1843, banned and destroyed, into oblivion until 1927: ed. Barnikol)
- Die Judenfrage (1843)
- Geschichte der Politik, Kultur und Aufklärung des 18. Jahrhunderts (1843–45)
- Geschichte Deutschlands und der französischen Revolution unter der Herrschaft Napoleons, 2 vols. (1846)
- Kritik der Evangelien und Geschichte ihres Ursprungs, 4 vols., 4 suppl. (1850–52)
- Russland und das Germanentum (1853)
- Philo, Renan und das Urchristentum (1864)
- Christus und die Cäsaren (1877)
- Zur Orientierung über die Bismarck'sche Ära (1880)
- Disraelis romantischer und Bismarcks sozialistischer Imperialismus (1882)